# Campeonato Europeu de Hóquei no Gelo
O Campeonato Europeu de Hóquei no Gelo foi a principal competição de seleções europeias de hóquei no gelo, organizado pela Federação Internacional de Hóquei no Gelo.

Esta competição aconteceu entre 1910 e 1991 para seleções masculinas e entre 1989 e 1996 para seleções femininas.

Até 1932, o Campeonato Europeu de Hóquei no Gelo foi um torneio europeu, separado do Campeonato Mundial de Hóquei no Gelo.

De 1932 até 1991, o Campeonato Europeu de Hóquei no Gelo foi integrado no Campeonato Mundial de Hóquei no Gelo.

Em 1991, o campeonato europeu deixou de ser disputado, sendo continuado pelo campeonato mundial.

## Ver Também
- Campeonato Mundial de Hóquei no Gelo